# Lewisham West and Penge (circonscription du Parlement britannique)
Circonscription parlementaire de la Chambre des communes
La circonscription de Lewisham West et Penge est une circonscription électorale anglaise située dans le Grand Londres, et représentée à la Chambre des communes du Parlement britannique.

## Géographie
La circonscription comprend :
- La partie sud-ouest du borough londonien de Lewisham et la partie nord-ouest de Bromley
- Les quartiers de Penge, Anerley, Forest Hill, Lower Sydenham, Sydenham et Bell Green

## Députés
Les Members of Parliament (MPs) de la circonscription sont :
| Législature                                                 | Années       | Député       | Député   | Parti        |
| ----------------------------------------------------------- | ------------ | ------------ | -------- | ------------ |
| Lewisham West and Penge issue de Lewisham West et Beckenham |              |              |          |              |
| 55e                                                         | 2010–2015    |              | Jim Dowd | Travailliste |
| 56e                                                         | 2015–2017    |              | Jim Dowd | Travailliste |
| 57e                                                         | 2017–2019    | Ellie Reeves |          | Travailliste |
| 57e                                                         | 2019–Présent | Ellie Reeves |          | Travailliste |

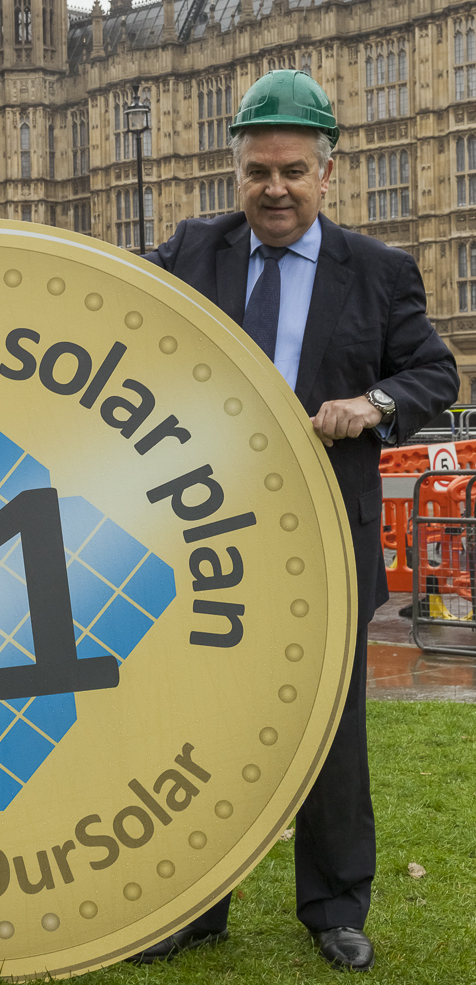
Jim Dowd (2010-2017)
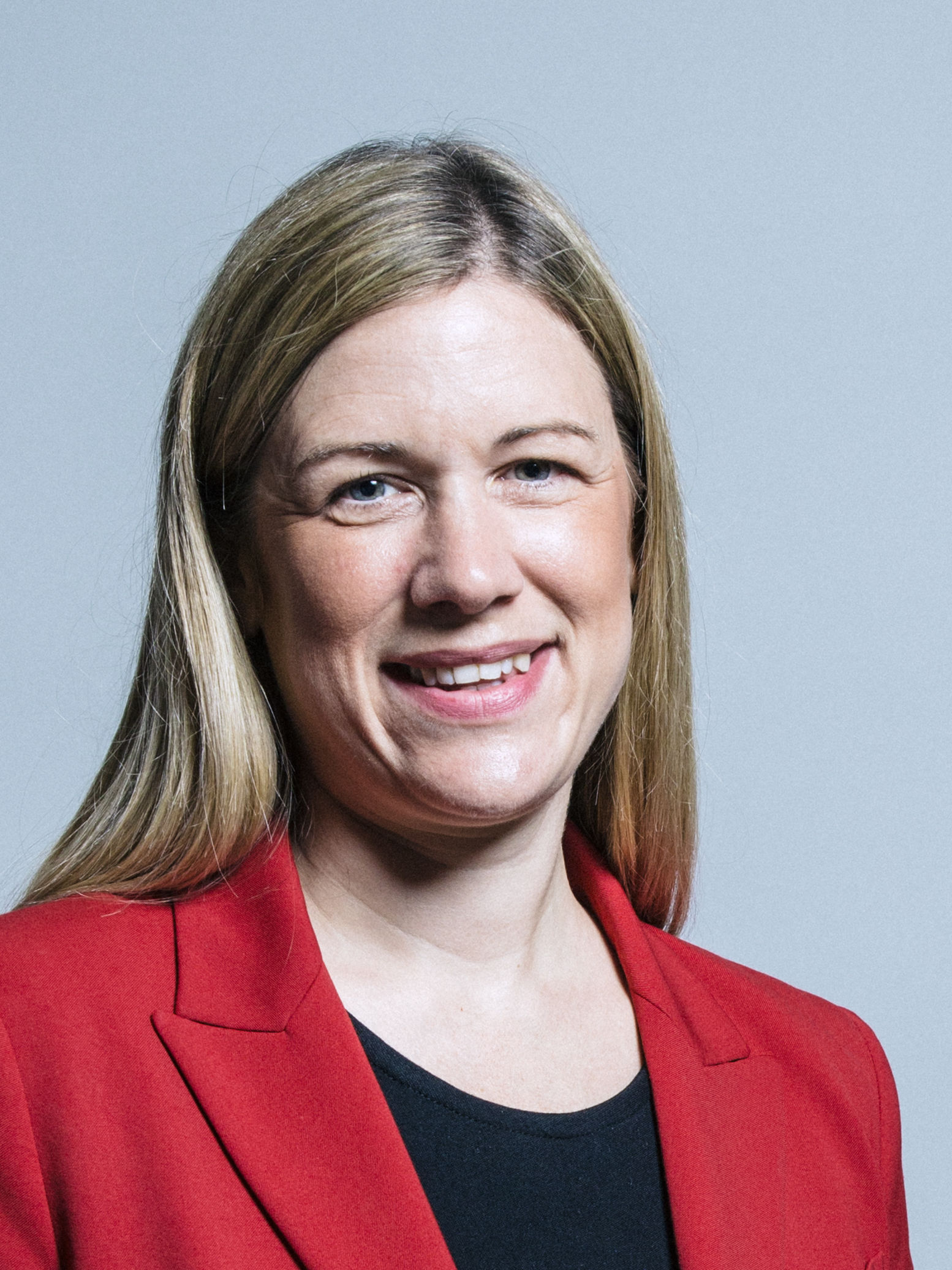
Ellie Reeves (2017-Présent)